# Сухов Павло Владиславович
Павло Владиславович Сухов (нар. 7 травня 1988, Куйбишев, Російська РФСР, СРСР) — російський фехтувальник, срібний призер Олімпійських ігор 2020, триразовий чемпіон Європи, учасник літніх Олімпійських ігор 2012 і 2016, бронзовий призер чемпіонатів світу 2013 і 2017 року. Майстер спорту міжнародного класу.

## Спортивна біографія
Займатися фехтуванням Павло почав у 9-річному віці під керівництвом Олега Миколайовича Копьонкіна. Першим великим успіхом на міжнародній арені стала бронзова медаль у командній шпазі, завойована на чемпіонаті світу серед юніорів. У 2010 році Сухов став чемпіоном Європи на молодіжній першості Старого світу. Того ж року російський спортсмен завойовує свою першу значущу дорослу нагороду. На чемпіонаті Європи в Лейпцигу Сухов стає бронзовим призером в індивідуальній шпазі. Через рік на чемпіонаті в Шеффілді Павло в складі збірної Росії займає третє місце в командному шпазі. У 2012 році на чемпіонаті Європи в італійському Леньяно Сухов стає чемпіоном Європи в особистому шпазі, перемігши у фіналі естонця Миколи Новосьолова.
У серпні 2012 року Павло дебютував на літніх Олімпійських іграх. У змаганнях в індивідуальній шпазі Сухов вже в першому раунді поступився майбутньому бронзовому медалістові ігор південнокорейцю Чон Джин Сону 11-15.
30 липня 2021 року став срібним призером Олімпійських ігор 2020 року у Токіо з фехтування (командна шпага).

## Особисте життя
- Навчається в Поволзької державної соціально-гуманітарної академії.
- Хобі — гірські лижі.